# Junction (Texas)
Junction è un comune (city) degli Stati Uniti d'America e capoluogo della contea di Kimble nello Stato del Texas. La popolazione era di 2.574 abitanti al censimento del 2010.

## Geografia fisica
Junction è situata a 30°29′23″N 99°46′17″W (30.489772, -99.771335).
Secondo lo United States Census Bureau, la città ha una superficie totale di 5,96 km², dei quali 5,95 km² di territorio e 0,02 km² di acque interne (0,26% del totale).

## Società

### Evoluzione demografica
Secondo il censimento del 2010, la popolazione era di 2.574 abitanti.

### Etnie e minoranze straniere
Secondo il censimento del 2010, la composizione etnica della città era formata dall'89,43% di bianchi, lo 0,16% di afroamericani, lo 0,89% di nativi americani, lo 0,19% di asiatici, lo 0,04% di oceanici, l'8,12% di altre razze, e l'1,17% di due o più etnie. Ispanici o latinos di qualunque razza erano il 33,14% della popolazione.